# Suursilm
Suursilm ist ein natürlicher See in der Landgemeinde Saaremaa im Kreis Saare auf der größten estnischen Insel Saaremaa. 3,3 Kilometer vom 22 Hektar großen See entfernt liegt der Ort Lümanda-Kulli und 250 Meter entfernt liegt die Ostsee. Das Wasser fließt nur am Anfang des Frühlings ab, da das Wasser dann über die Höhe von 0,5 Metern steigt. Mit einer Tiefe von unter einem Meter ist er sehr seicht.